# Physopleurus tritomicros
Physopleurus tritomicros är en skalbaggsart som beskrevs av Auguste Lameere 1912. Physopleurus tritomicros ingår i släktet Physopleurus och familjen långhorningar. Inga underarter finns listade i Catalogue of Life.